# きのはらひかる
きのはら ひかるは日本のイラストレーター。主に男性向け用アダルトゲームの原画やアダルトアニメのキャラクターデザインを担当する。
コミックマーケットやサンシャインクリエイションなどの同人誌即売会にはドイツの歌謡曲に由来するリリーマルレーン (Lili Marleen) という名の同人サークルで参加している。

## 担当作品

### アダルトゲーム原画
- 夜這いマニア ACT1.中世編 （Waffle、2000年5月19日）
- Vivre 魂（こころ）からの笑顔 （SOUP、2001年5月25日）
- Palmyra〜熱砂の海と美なる戦姫〜 （桜月、2008年6月6日）
- Reunion〜3日間だけのプチ同棲〜 （Grand Cru、2010年4月30日）
- 淫刻の虜姫〜囚われた没落の姫姉妹、淫教の果てに〜 （Devil-seal、2011年12月9日）
- 冬馬小次郎の探偵FILE〜聖黒樺学園殺人事件〜 （softhouse-seal、2012年7月6日）
- ぜったい最胸☆おっぱい戦争!!〜巨乳王国vs貧乳王国〜 （softhouse-seal GRANDEE、2012年10月26日）

### コンシューマーゲーム原画
- 許嫁 （プリンセスソフト、PlayStation 2用ソフト、2007年4月26日）

### アダルトアニメキャラクターデザイン
- 鬼父 （PoRO、ブルーゲイル『鬼父〜愛娘強制発情〜』原作）
  - 上巻 小生意気なホットパンツ （2009年10月30日）
  - 下巻 はしたない清楚なレギンス （2010年5月28日）
  - Re-birth 小生意気なヒップホール （2011年4月28日）
  - Re-born 〜小生意気な秘湯めぐり〜旅情編 （2011年12月22日）
  - Re-born 〜小生意気な秘湯めぐり〜姉妹丼道連れ編 （2012年12月28日）
  - Rebuild Vol.1 小生意気なじぇらしぃ輪舞（ロンド） （2013年12月27日）
  - Rebuild Vol.2 清楚に跨がるコスプレニート （2014年8月29日）
  - Rebuild Vol.3 小生意気な萌顔ほぃほぃ （2014年12月26日）
- 感染 淫欲の連鎖 （鈴木みら乃、SPEED『姦染〜淫欲の連鎖〜』原作）
  - 山岸優編 （2009年10月30日）
  - 佐伯瞳編 （2009年12月25日）
- ワルキューレ調教・ザーメンタンクの戦乙女10人姉妹 （PoRO、MBS TRUTH -DeepBlue-『ワルキューレ調教・ザーメンタンクの戦乙女10人姉妹』原作）
  - 上巻 ワルキューレのいたずら （2009年12月25日）
  - 下巻 ワルキューレの悦び （2010年3月26日）
- 町ぐるみの罠〜白濁にまみれた肢体〜 （PoRO、シロップ『町ぐるみの罠〜白濁にまみれた肢体〜』原作）
  - 上巻 白濁に堕ちる白墨 （2010年2月26日）
  - 下巻 ゆいのお尻がっ…… （2010年7月30日）
  - 敦子先生は白濁塗れ・らっき〜恥虐辱め尽し〜 （2014年1月31日）
  - チビ可愛ゆいの恥辱ジェラ・ハメ馴染む街コン （2014年9月26日）
- 姦染2 淫罪都市 （鈴木みら乃、SPEED『姦染2〜淫罪都市〜』原作）
  - 速水ありす編 （2010年2月26日）
  - 長崎千尋編 （2010年6月25日）
- ふくびき！トライアングル （PoRO、ブルーゲイル『ふくびき！トライアングル』原作）
  - 〜美晴アフター〜 上巻 お姉ちゃん寝ちゃいましたね…… （2010年4月30日）
  - 〜美晴アフター〜 下巻 あたしのことだけ見てればいいのっ （2011年1月28日）
  - 〜双葉はあたふた〜〜 小悪魔イタズラっ娘の壁ドン哀歌 （2015年3月27日）
- 鬼父2 （PoRO、ブルーゲイル『鬼父2』原作）
  - 上巻 おバカな袴っ娘の反省 （2010年10月29日）
  - 下巻 巨乳と天然と癒しと嫉み （2010年11月26日）
  - REVENGE 巨乳エプロンパイズリ搾りとほのぼの腹黒お漏らし （2013年11月29日）
  - REVENGE 卑されおかっぱお袴゛ッ娘倍返し （2014年3月28日）
  - harvest 天然巨乳のハメロス日和 （2015年1月30日）
- Floating Material （PoRO、biscotti『Floating Material』原作）
  - 上巻 いけないのに……わたし （2011年2月25日）
  - 下巻 こういうの……スキ （2011年3月25日）
- JKと淫行教師4 （PoRO、ブルーゲイル『JKと淫行教師4〜なまいきモデル少女編〜』原作）
  - 読モ・静歌〜生意気モデルの性旬白書〜 （2011年5月27日）
  - 読モでびゅ〜・皐月〜性潤モデルのハメ受け巨乳〜 （2012年1月27日）
- Reunion （PoRO、Grand Cru『Reunion〜3日間だけのプチ同棲〜』原作）
  - 理英先生の個人授業〜可愛く拗ねる年上の彼女〜 （2011年6月24日）
  - 摩穂の制服〜クールなポニテの切ないおねだり〜 （2011年9月30日）
- Bloods〜淫落の血族2〜 （PoRO、ローズクラウン『Bloods〜淫落の血族2〜』原作）
  - ミニ・美咲〜意地っ張りなニーソ〜 （2011年7月29日）
  - 天然クール・香夜〜妖艶に拗ねて甘える黒髪ロング〜 （2011年11月25日）
- 蠱惑の刻 （PoRO、TinkerBell『蠱惑の刻』原作）
  - 腹ボテクール・雪乃〜恥密に溢れる緩んだ恥穴〜 （2011年10月28日）
  - つるペタコンパクト・藍〜稚拙に膨らむつぶらなスク水〜 （2012年3月30日）
  - 巨乳だるまっ娘・桃子〜濡れもげ抉る切ない肢体〜 （2013年10月25日）
  - 切ない少女の調べ〜儚く濡れる蠱惑の刻〜 （2014年7月25日）
- Dark Blue （PoRO、LiLiM DARKNESS『Dark Blue』原作）
  - Vol.1〜ミつめる恥ぢらい〜 （2012年4月27日）
  - Vol.2〜見せつけられる……ヌくもり〜 （2013年3月29日）
- 姫様限定！ （PoRO、Princess Sugar『姫様限定！』原作）
  - 意地っ張りお姫様・オリビア〜強気に恥じらう高貴な足指〜 （2012年5月25日）
  - 純真無垢プリ・セリナ〜純粋（ウブ）なハメしゃぶりあばんちゅ〜る 〜 （2012年10月26日）
- 雨芳恋歌 （PoRO、キャラメルBOX ミルク味『雨芳恋歌 「センセイ。わたし、もうオトナだよ……」』原作）
  - テレエロおっぱい・夏恋〜いちゃハメ蒸れる真夏の果実〜 （2012年6月29日）
  - ちっパイ従順・渚〜嗜虐的なデレエロレシピ〜 （2012年11月30日）
- パパラブ （PoRO、ブルーゲイル『パパラブ〜パパとイチャエロしたい娘達と一つ屋根の下で〜』原作）
  - 巨乳美尻っ娘・彩芽〜あどけない天然好奇心〜 （2012年7月27日）
  - 変態仮面っ娘・氷華〜パパパンツに恋するツインテール〜 （2013年1月25日）
- らぶ2Quad （PoRO、ま〜まれぇど『らぶ2Quad』原作）
  - 完璧ドS淑女・エル〜優雅に尻敷くフェイス＆ボッキ〜 （2012年8月31日）
- JKとエロ議員センセイ （PoRO、ブルーゲイル『JKとエロ議員センセイ〜旧家のお嬢様JKを愛人にしてヤリたい放題〜』原作）
  - 淑やかな黒スト・初音〜たおやかに歪むエロ盛りおっぱい〜 （2012年9月28日）
  - ドジっ娘メガネ秘書・初音〜拗ねて抓ってハメスクワット〜 （2013年4月26日）
- Chu（治癒）してあげちゃう〜押しかけお姉さんの性交恥療〜 （PoRO、SYRUP -Honey Sweet-『Chu（治癒）してあげちゃう〜押しかけお姉さんの性交恥療〜』原作）
  - 肉食系メガネっ娘女医・貴美香〜跨り貪る白衣の堕天使〜 （2013年2月22日）
  - エロ可愛い区 女教師・優〜恥じらい弾む姉パイ盛り合わせ〜 （2013年6月28日）
- JKとオーク兵団〜悪豚鬼に凌虐された聖女学園〜 （PoRO、ブルゲLIGHT『JKとオーク兵団〜悪豚鬼に凌虐された聖女学園〜』原作）
  - クールなオッドアイ・雪乃〜ハメる裏切りと豚足巨根〜 （2013年7月26日）
  - お嬢様JK恥じらい嗜虐〜終わりのない始まり〜 （2014年2月28日）
- 真・秘湯めぐり （PoRO、Potage『真・秘湯めぐり』原作）
  - JK若女将・伊織〜悔しげに羞じらい緩む身八つ口〜 （2013年8月30日）
- 喰ヒ人 （PoRO、TinkerBell『喰ヒ人』原作）
  - ツンデレストッキング・琴音〜乱れ尻ハメ乗り2穴〜 （2014年6月27日）
- JKとエロコンビニ店長 （ブルゲLIGHT『JKとエロコンビニ店長 ～アルバイト娘の弱みを握ってヤリたい放題～ 』原作）
  - 小生意気蓮っ葉JK・栞 〜啜り画策ハメ千切り♥〜 （2016年2月26日）
  - ハメ拗ねJK・栞〜扱いてしゃぶるレジの下♥〜 （2016年9月30日）
  - 言いなり卑潤JK・結衣 〜桃尻参発、破瓜弐秒♥〜（2016年11月25日）
  - エロ可愛JK・栞&結衣〜イケないぶら下がり♥〜 （2017年3月31日）
  - エロ可愛ママ姉・麻央〜痴撮に見惚れるJKフレンズ♥〜 （2017年9月29日）
  - エロ可愛近親・母娘姪〜憧れ穿たれ尻穴仕置き♥〜 （2017年12月29日）
- エロコンビニ店長 （ブルゲLIGHT『JKとエロコンビニ店長 ～アルバイト娘の弱みを握ってヤリたい放題～ 』原作）
  - ナマイキ被害暴想娘・美樹〜私、間違えないのでっ♥〜 （2019年2月22日）原作）

- - 螺施ディストピア